# Lithobius ansyensis
Lithobius ansyensis är en mångfotingart som beskrevs av Matic 1973. Lithobius ansyensis ingår i släktet Lithobius och familjen stenkrypare. Inga underarter finns listade i Catalogue of Life.